# 폴 바일라건
폴 바일라건(Paule Baillargeon, 1945년 7월 19일 ~ )은 캐나다의 영화 감독, 각본가, 영화배우이다.
루인 노랜다에서 태어났다.

## 영화
- 무지의 시대 (2007년)
- 지구에서의 8월 32일 (1998년)
- 섹스 오브 더 스타 (1993년)
- 솔로 (1991년)
- 인어가 노래하는 소리를 들었네 (1987년) - 가브리엘 생 프레 역
- 호텔의 여인 (1984년) - 앙드레아 역
- Panique (1977년)